# Lacanobia w-latinum
Lacanobia w-latinum (tên tiếng Anh: Light Brocade) là một loài bướm đêm thuộc họ Noctuoidea. Nó được tìm thấy ở châu Âu, phía đông đến Turkmenistan và Anatolia.
Sải cánh dài 36–41 mm. Con trưởng thành bay từ tháng 6 đến tháng 7 tùy theo địa điểm.
Ấu trùng ăn nhiều loại thực vật khác nhau, bao gồm các loài Vaccinium (bao gồm Vaccinium myrtillus), Genista, Sarothamnus scoparius, Coronilla coronata, Prunus, Senecio, Calluna, Betula và Quercus.

## Hình ảnh

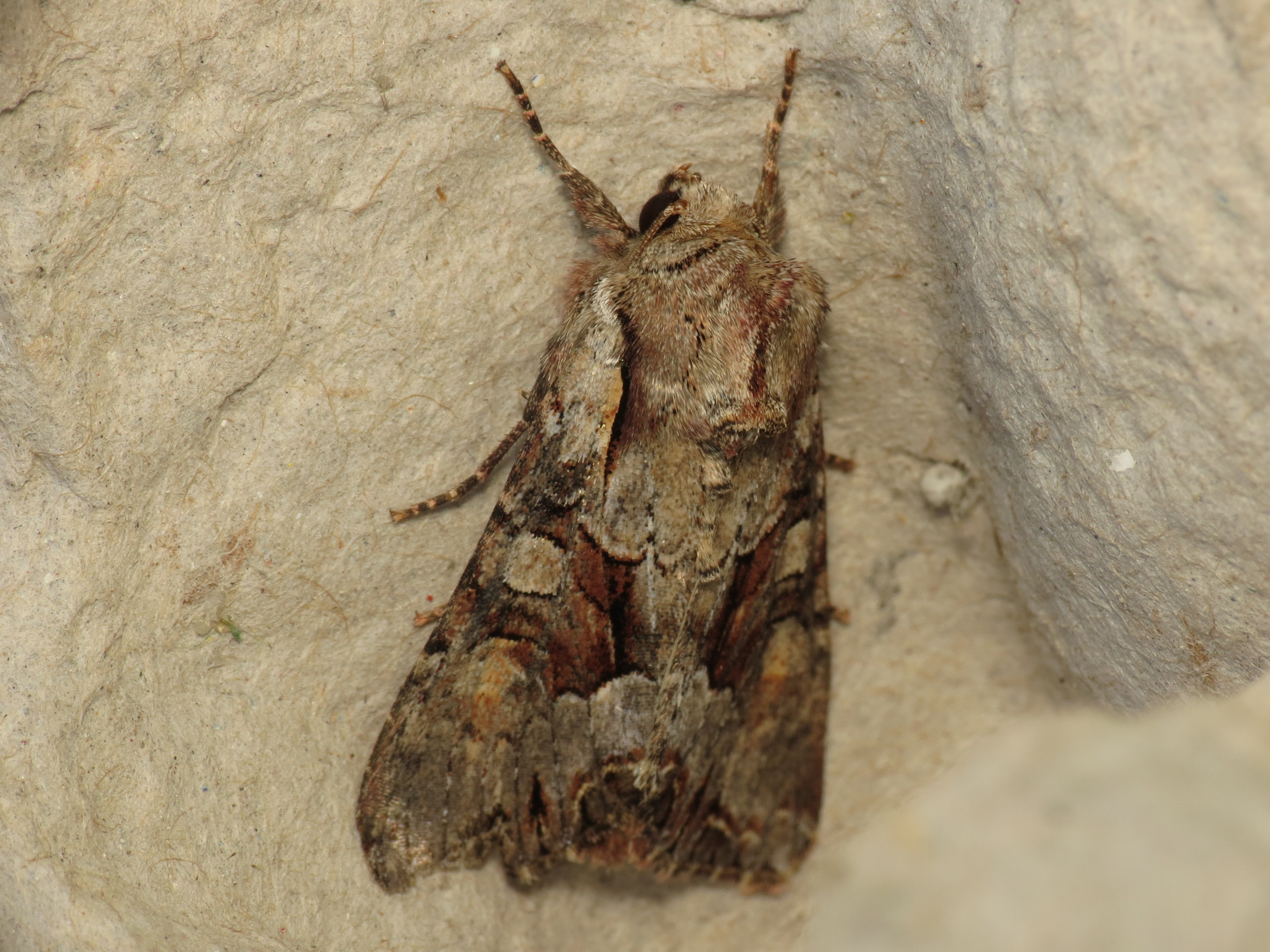
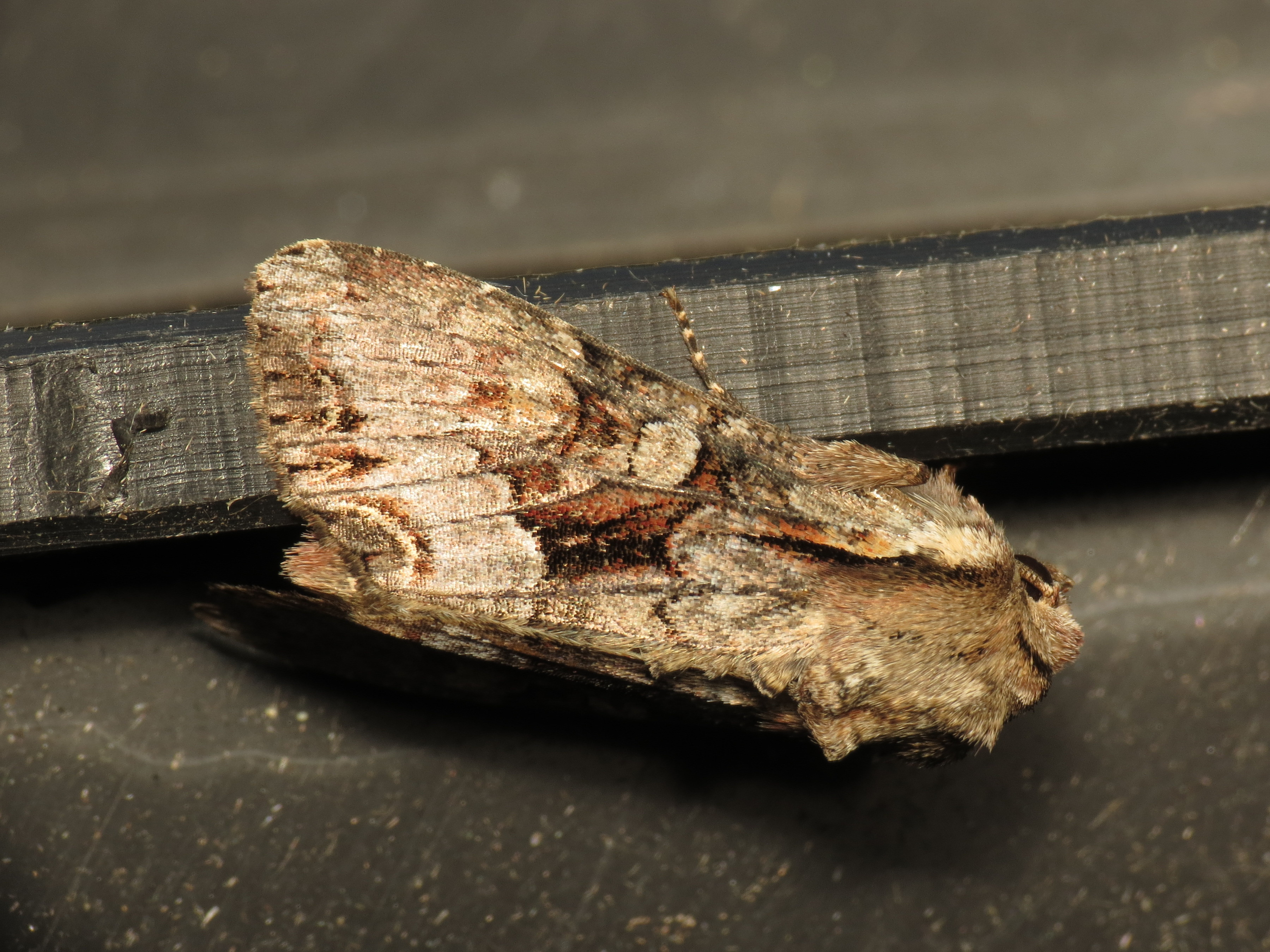
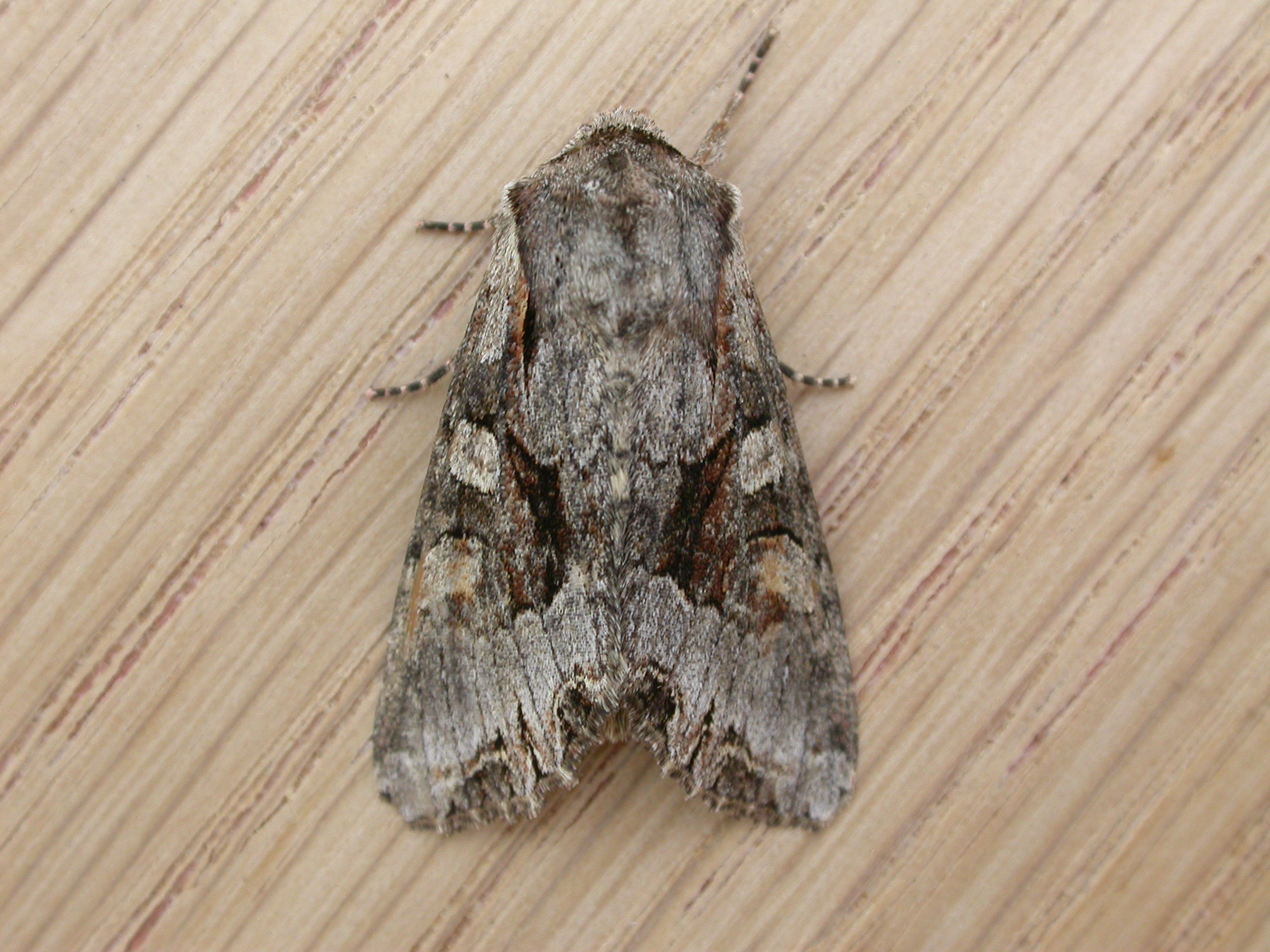
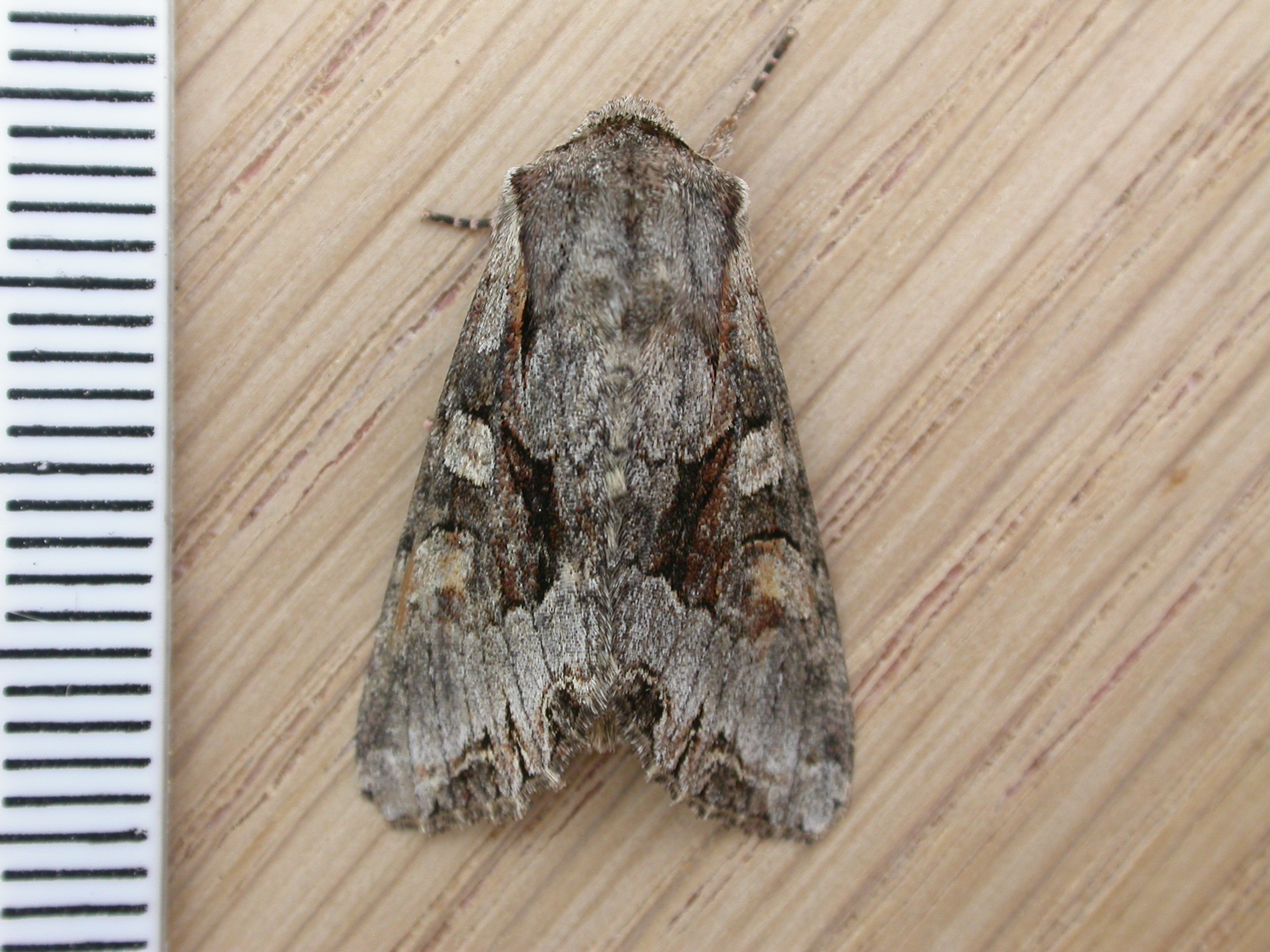